# Зелёный (Могилёвский район)
Зелёный — посёлок в составе Заводскослободского сельсовета Могилёвского района Могилёвской области Республики Беларусь.

## Географическое положение
Ближайшие населённые пункты: Берёзовый, Дедки.